# Armengol VIII d'Urgell
 (mars 2020).
Si vous disposez d'ouvrages ou d'articles de référence ou si vous connaissez des sites web de qualité traitant du thème abordé ici, merci de compléter l'article en donnant les références utiles à sa vérifiabilité et en les liant à la section « Notes et références ».
Ermengol (ou Armengol ) VIII (1158–1208), connu comme "el de Sant Hilari", fut comte d'Urgell de 1184 à sa mort. Il était un fils d'Ermengol VII et de Dulce, fille de Roger III de Foix . 
En 1178, il épousa Elvira de Subirats avec qui il eut une unique fille, Aurembiaix . 
Pendant son règne s'initia le déclin de sa famille au profit des vicomtes d'Àger. En 1206, une période de désordre commença en raison des ambitions de Guerau IV de Cabrera, qui contesta le droit d'Aurembiaix à succéder à son père. Ermengol fit promettre à Pierre II d'Aragon de défendre les droits de sa veuve et de sa fille.